# Ford Focus (quatrième génération)
Pour un aperçu complet de tous les modèles de Focus, voir Ford Focus.

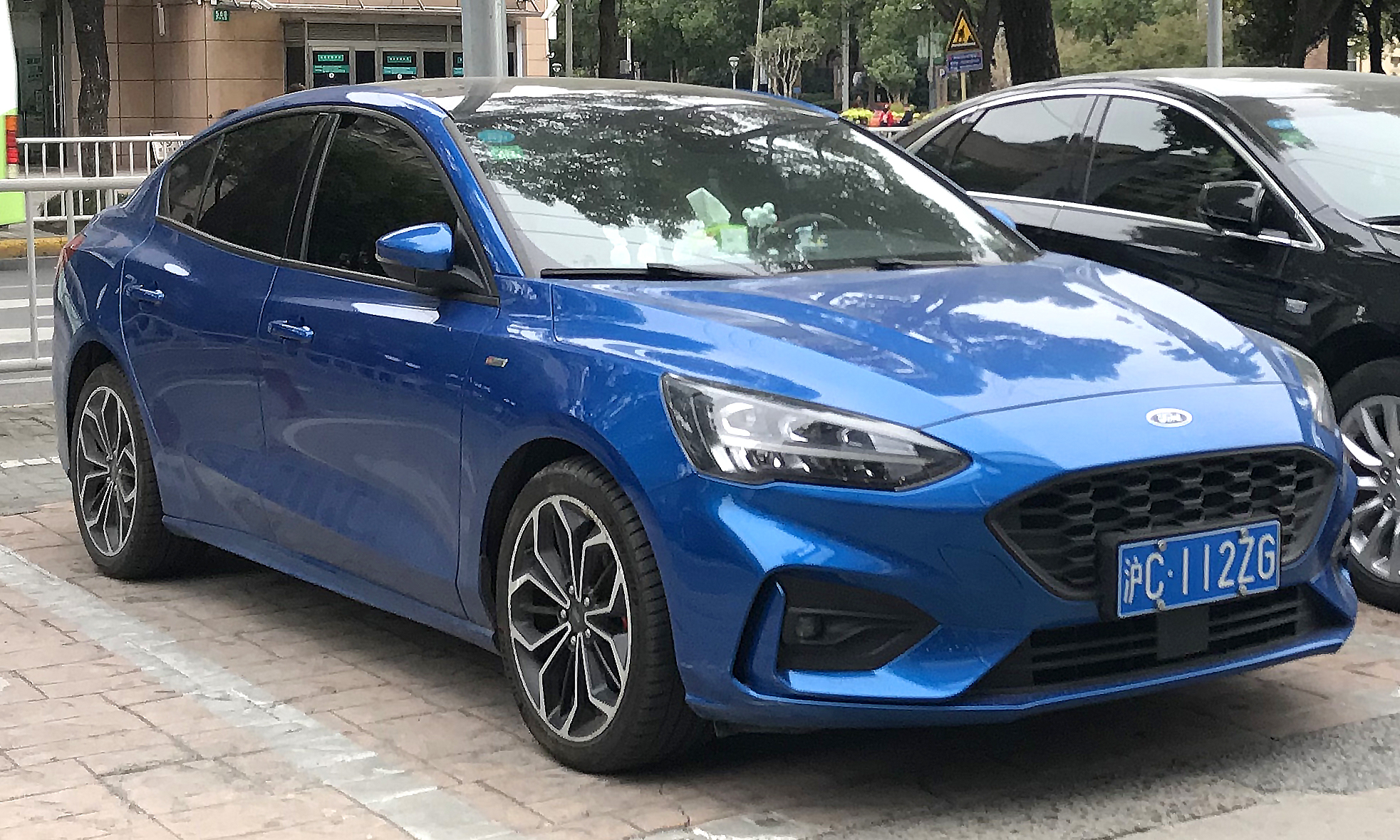
Ford Focus (quatrième génération)

La Ford Focus (quatrième génération), également connue sous le nom de Ford Focus Mk IV, (nom de code : C519) est une automobile produite par Ford depuis 2018. Elle a été révélée en avril 2018 pour remplacer la Focus de troisième génération. Comme dans la génération précédente, le modèle est disponible avec les styles de carrosserie berline à malle, berline à hayon et break. Cette génération a marqué la disparition de la gamme Focus dans de nombreuses régions, y compris l'Amérique du Nord, l'Amérique du Sud et l'Asie du Sud-Est, limitant uniquement sa portée sur les marchés de l'Europe, de la Chine, de Taïwan, de l'Australasie et d'autres marchés mineurs.

## Aperçu
Le 10 avril 2018, Ford a dévoilé les versions du marché européen et asiatique de la Focus de quatrième génération, pour marquer le 20e anniversaire de la plaque signalétique. Elle repose sur la plate-forme C2 de Ford, une évolution 20 % plus rigide en termes de rigidité en torsion que la plate-forme C1 utilisée sur les versions précédentes de la voiture. La Focus Mk4 présente également une réduction de poids allant jusqu'à 88 kg (194 lb) par rapport à la Mk3. Comme l'empattement est allongé de 53 mm (2,1 pouces), les concepteurs de Ford ont réussi à positionner les roues plus haut dans la tôle, réduisant ainsi la perception de la longueur et de la masse globales.
Au lancement, six niveaux de finition étaient disponibles pour la voiture, à savoir Active, Ambiente, ST-Line, Titanium, Trend et Vignale. La finition Vignale est dotée de finitions en aluminium satiné pour les rails de toit, les inserts de la face avant et du bas de caisse, ainsi que d'une calandre unique de style maillage. Seules les finitions ST-Line et Titanium ont été introduites en Chine.
Les caractéristiques intérieures nouvellement introduites comprennent un frein de stationnement électrique et un levier de vitesses à cadran rotatif avec commande électronique. Un système d'infodivertissement SYNC 3 à écran tactile de huit pouces a également été introduit, ainsi qu'un chargeur sans fil. Un autre kit disponible comprend un système audio B&O Play de 675 watts avec 10 haut-parleurs et un système de modem FordPass Connect intégré, qui offre également un accès au localisateur de véhicule et au démarrage à distance via l'application mobile FordPass.
Pour l'espace intérieur, l'espace pour les épaules des passagers arrière a été augmenté de près de 61 mm et l'espace pour les genoux et les jambes a été amélioré de 51 mm et 71 mm respectivement. Pour le modèle break, la hauteur de chargement du coffre a été augmentée de 43 mm (1,7 pouces), tandis que la capacité totale de chargement est de 1 650 litres.

### Phase 2

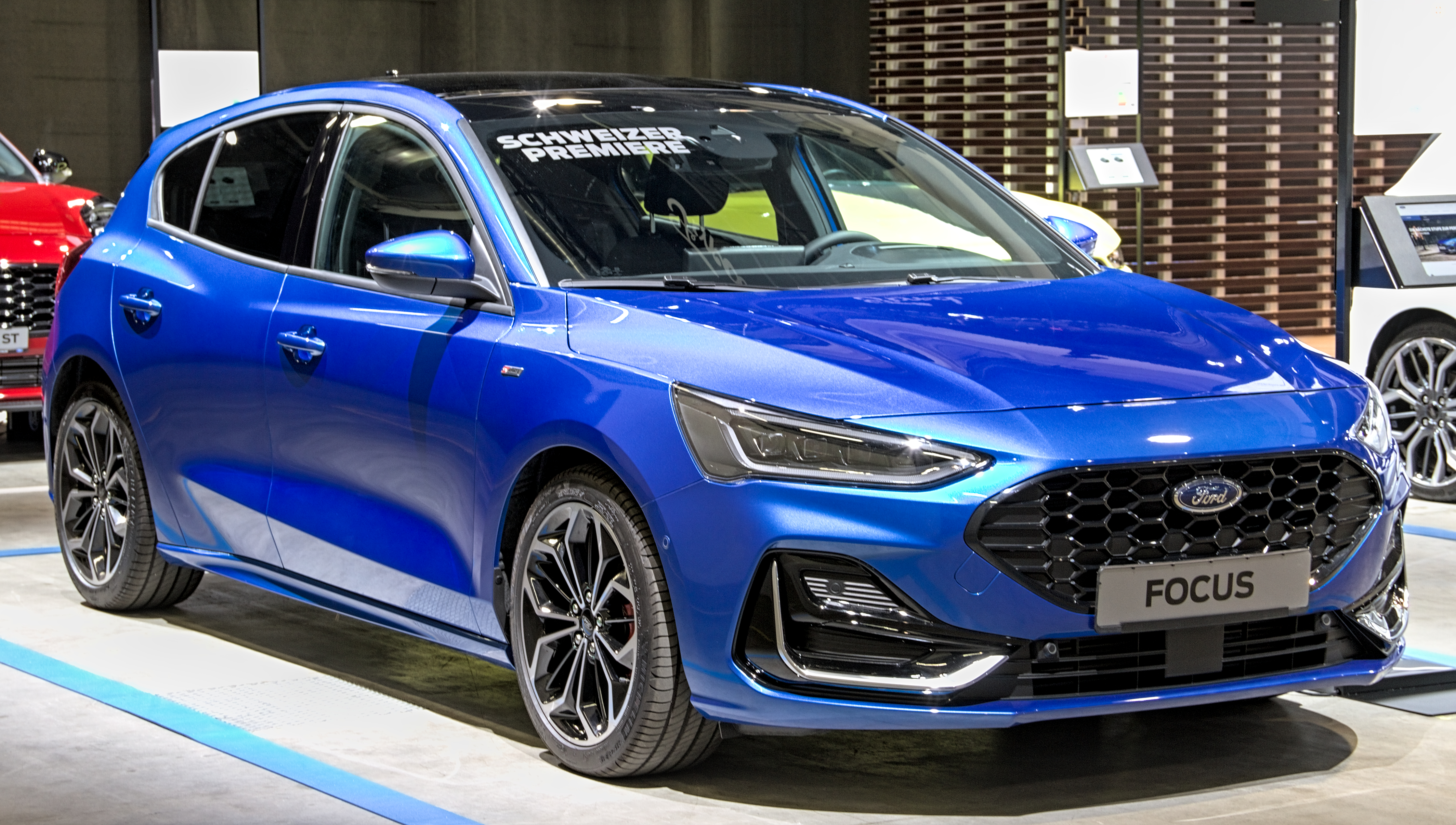
Ford Focus Mk IV (Phase 2).

La Ford Focus restylée est présentée en octobre 2021. Toute la gamme Focus est concernée par ce restylage. Sur la face avant, sa calandre s'agrandit et intègre désormais le logo de Ford. Les phares s'affinent et deviennent Full LED dès la version d'entrée de gamme. Les boucliers sont quant à eux redessinés.
En ce qui concerne l'arrière de cette Focus, la signature lumineuse est légèrement modifiée.
L'intérieur reçoit un nouvel écran tactile de taille imposante : 13,4" contre 8" pour la version avant restylage. Par conséquent, les boutons sur la planche de bord sont moins nombreux. L'écran tactile reçoit le nouveau système multimédia SYNC de quatrième génération, qui peut désormais bénéficier de mises à jour à distance. Quant à la version sportive ST, elle reçoit de nouveaux sièges.
La nouvelle moquette du coffre du break (SW) est plus robuste et plus facile à nettoyer. Le plancher réglable est aussi modifié, avec la nouvelle possibilité de se relever en son centre, ce qui forme un angle droit et coupe le coffre en deux zones, dans le but de caler des objets. Un nouveau filet de rangement est ajouté, ainsi qu'une zone destinée à entreposer des objets humides.
La Ford Focus restylée enrichit son offre en matière d'équipements avec un freinage d'urgence fonctionnant dans les intersections ainsi qu'une surveillance des angles morts prenant en compte la présence d'une remorque.
La seule modification en matière de motorisations est la possibilité pour les micro-hybrides d'avoir une boîte automatique Powershift à 7 rapports double embrayage.
Dès 2022, la version restylée de la Ford Focus sera disponible en concessions en France à un prix de 29 000 € en entrée de gamme.

## Styles de carrosserie

Berline à hayon
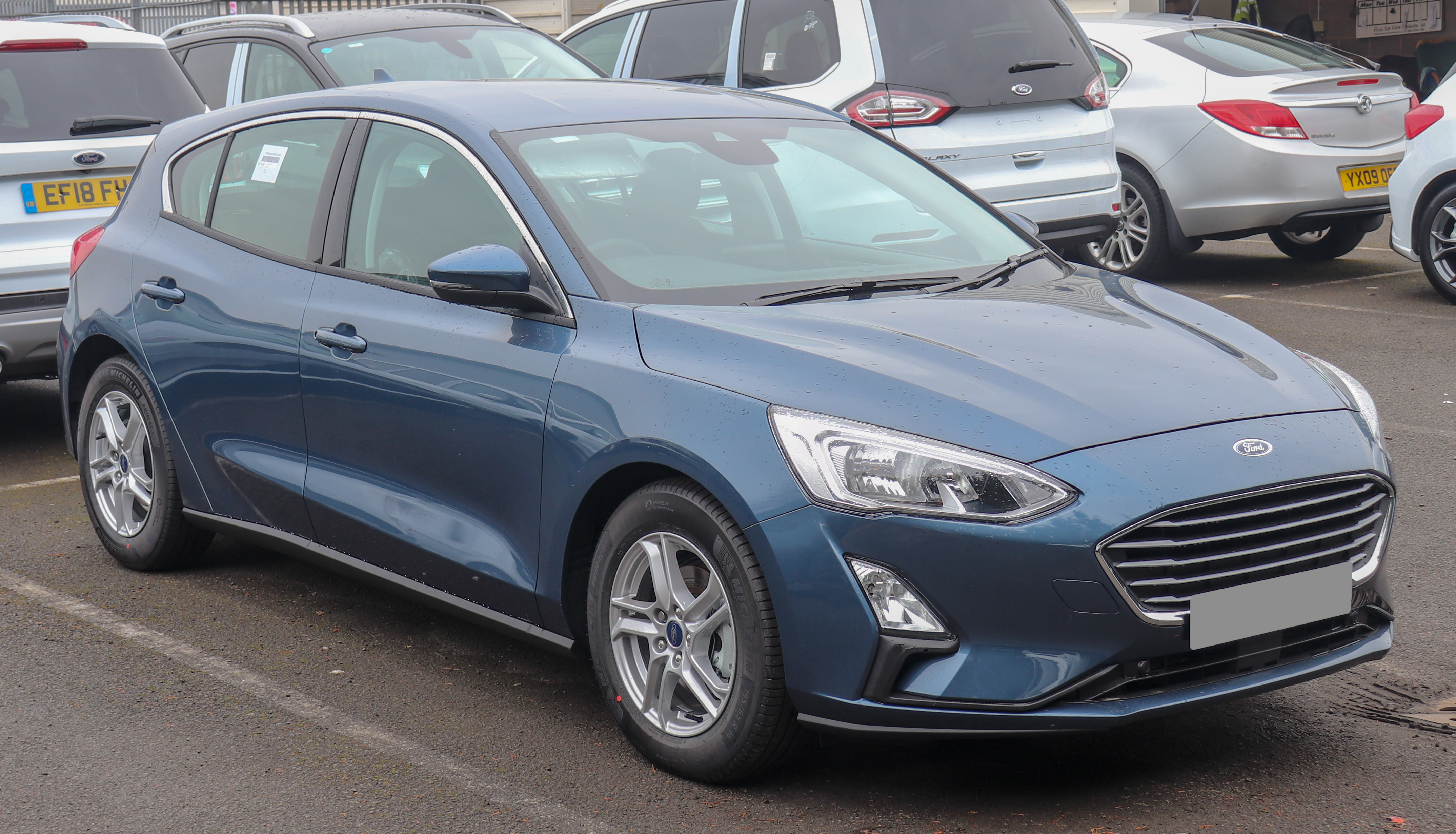
Ford Focus Zetec de 2019 (Royaume-Uni)
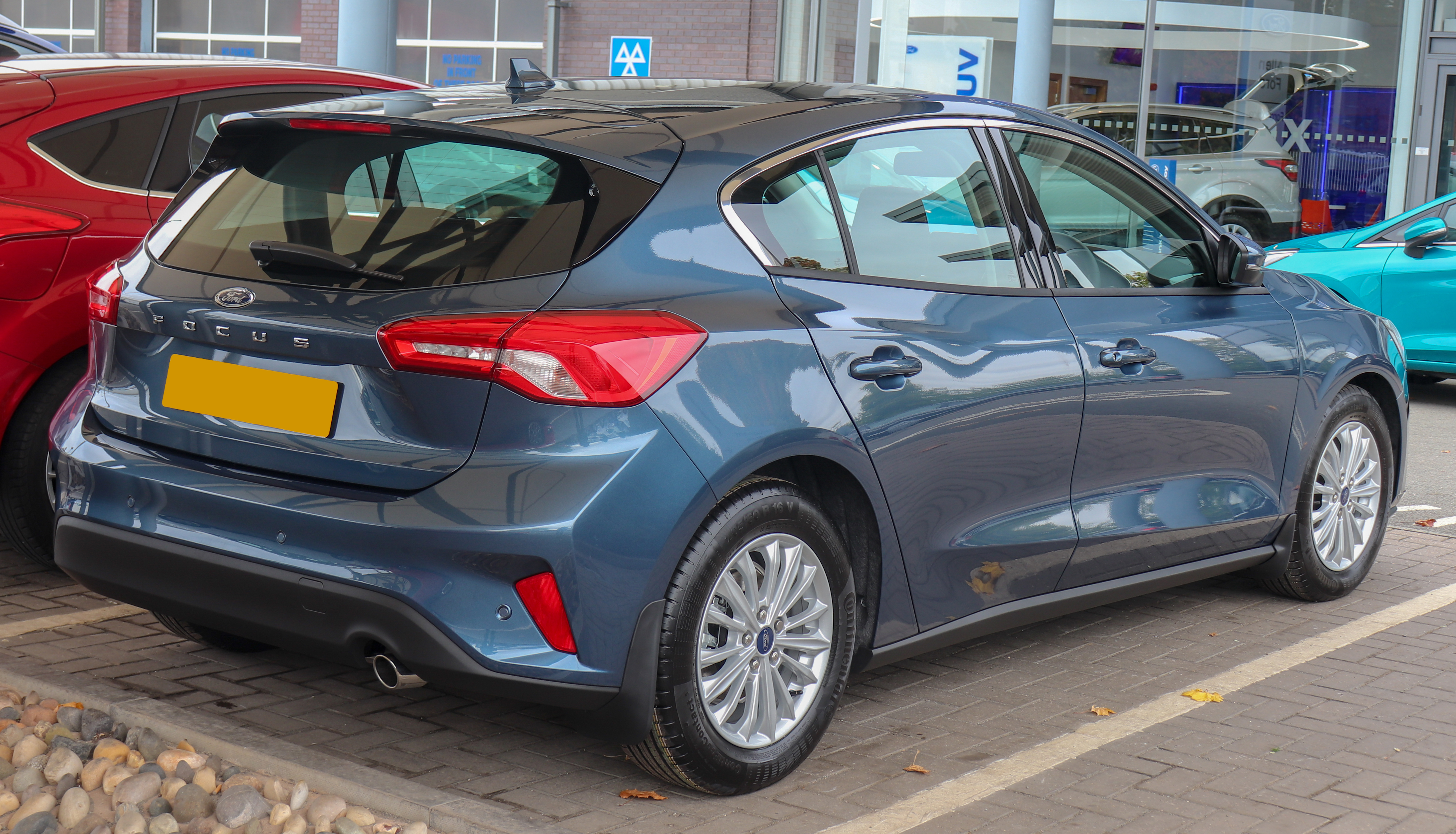
Ford Focus Titanium de 2018 (Royaume-Uni)
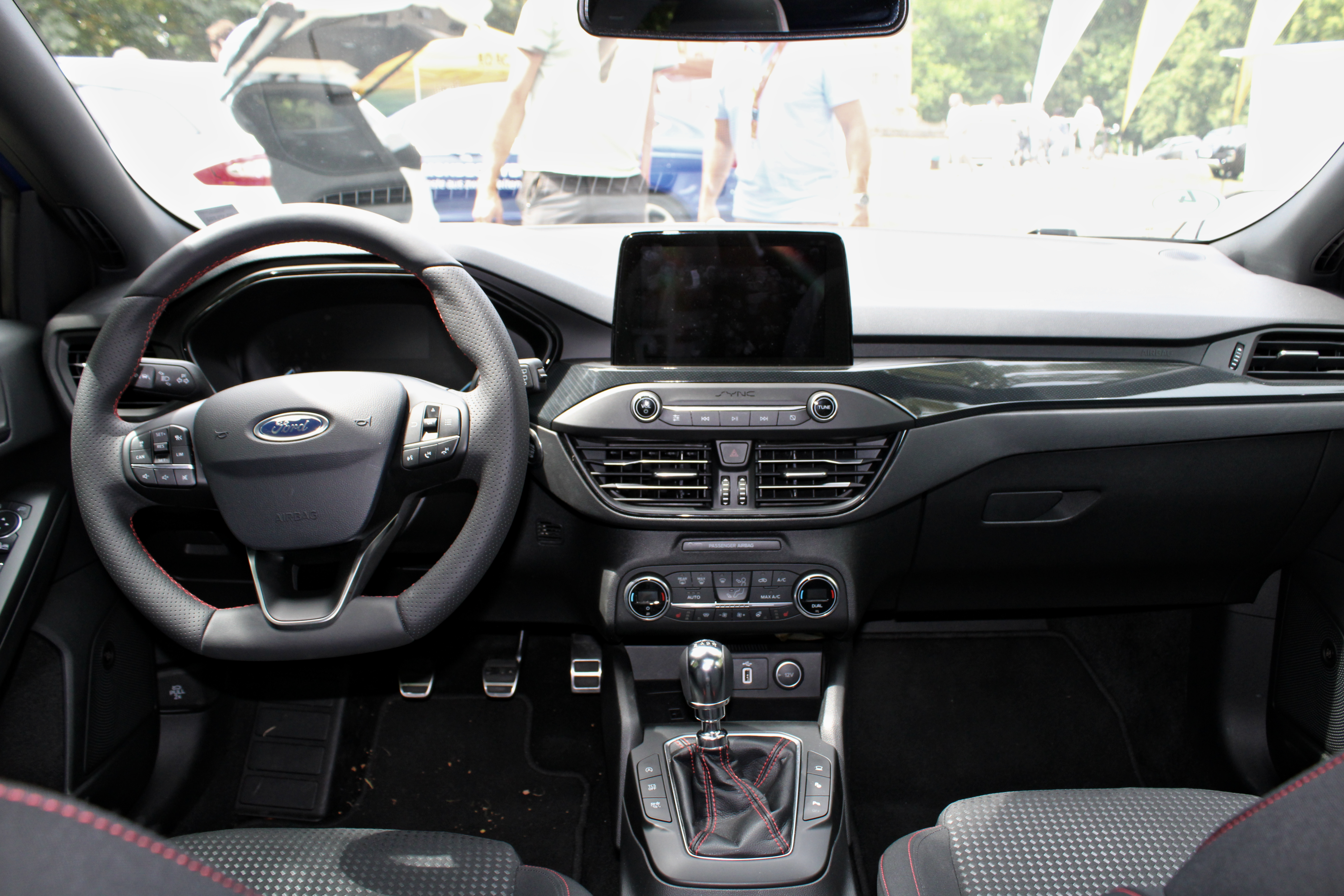
Intérieur

Break
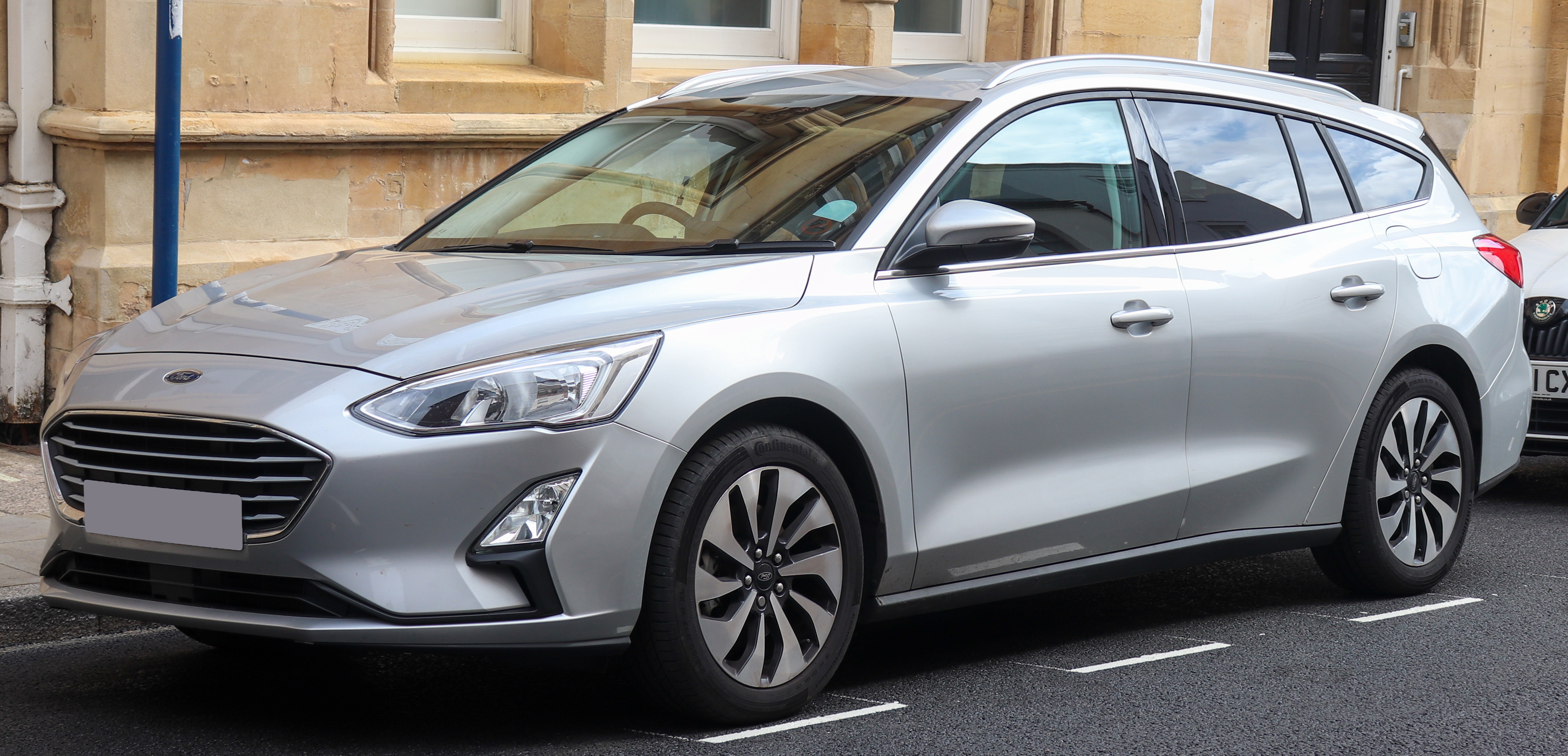
Ford Focus Zetec de 2019 (Royaume-Uni)
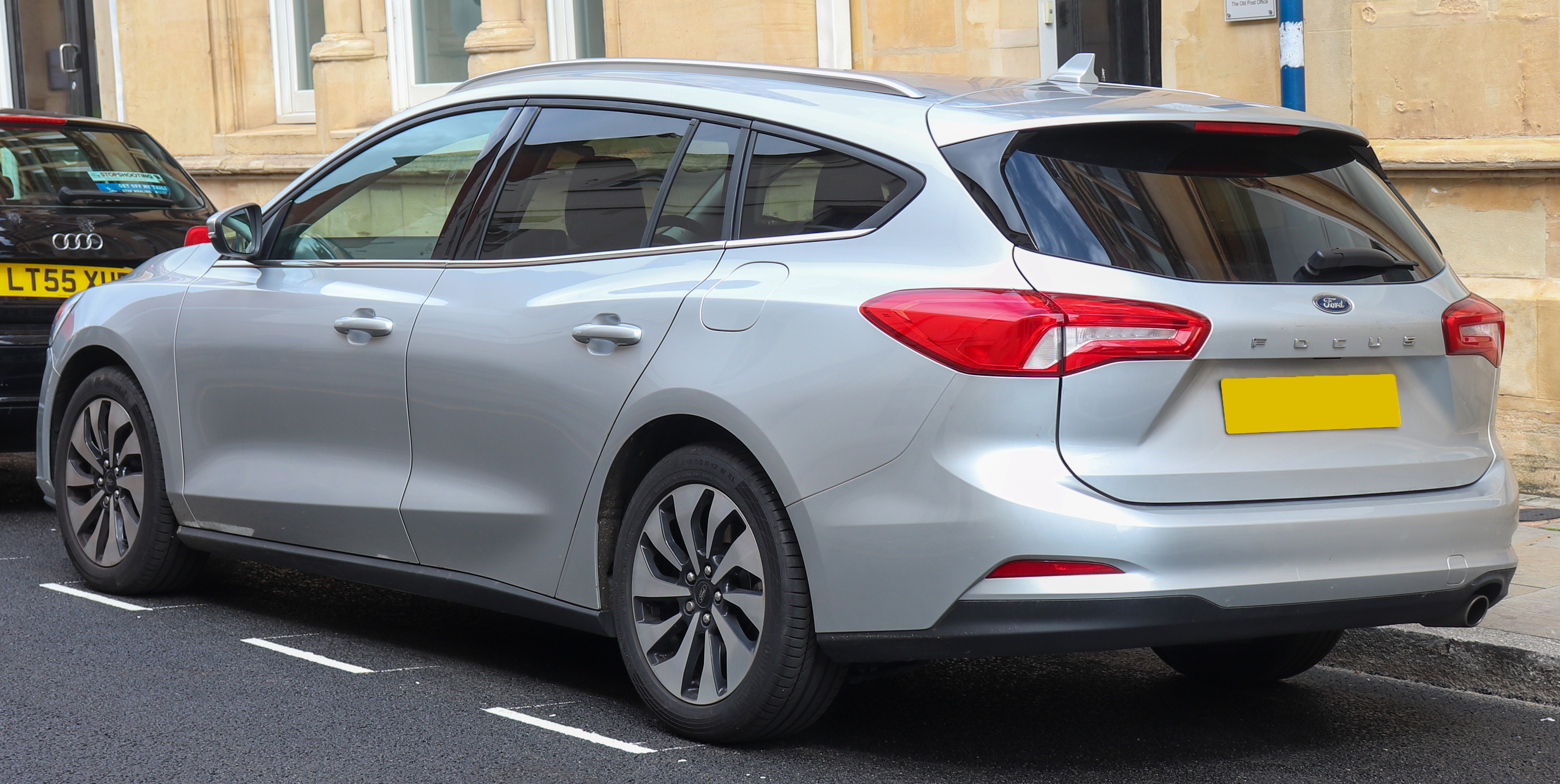
Ford Focus Zetec de 2019 (Royaume-Uni)

Berline à malle
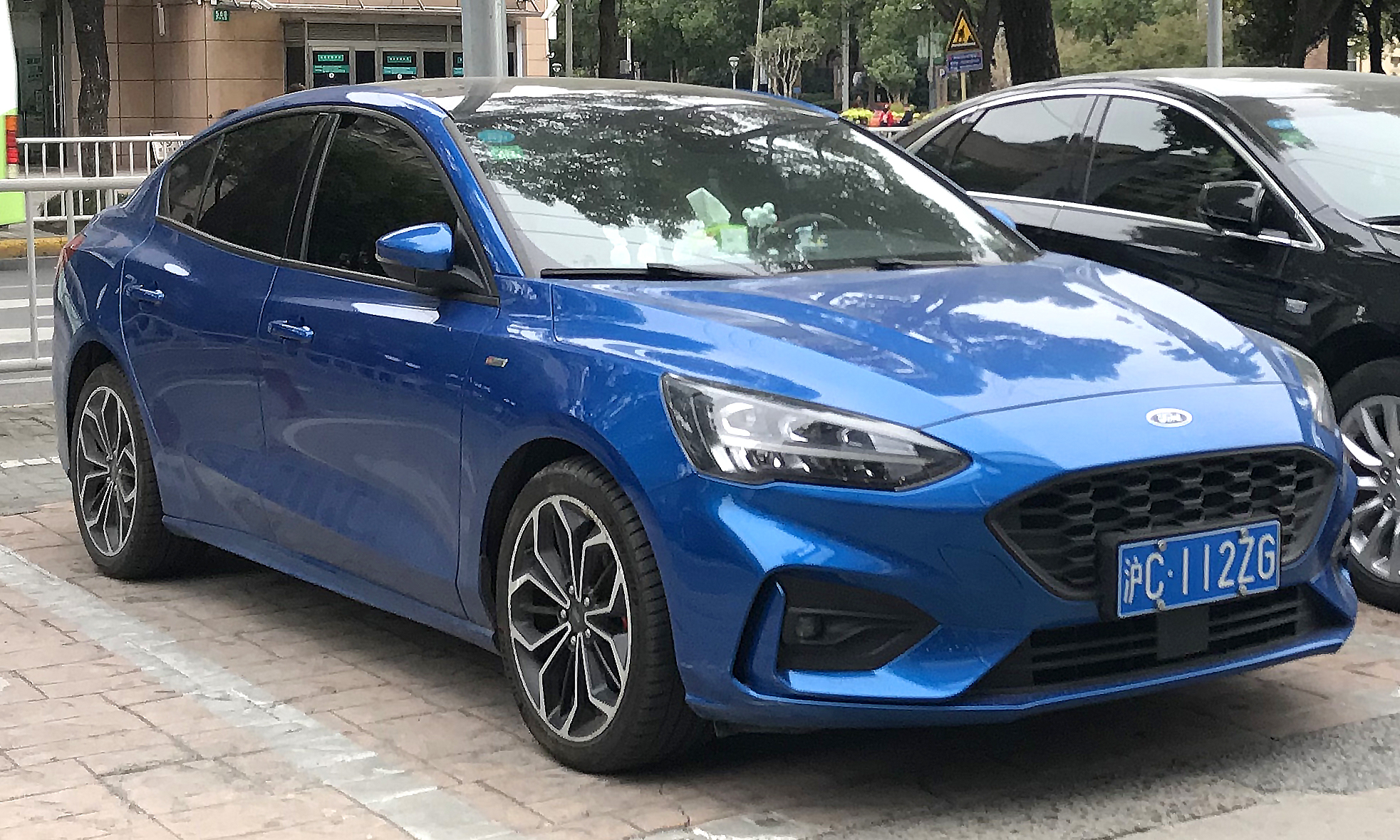
Ford Focus ST-Line (Chine)
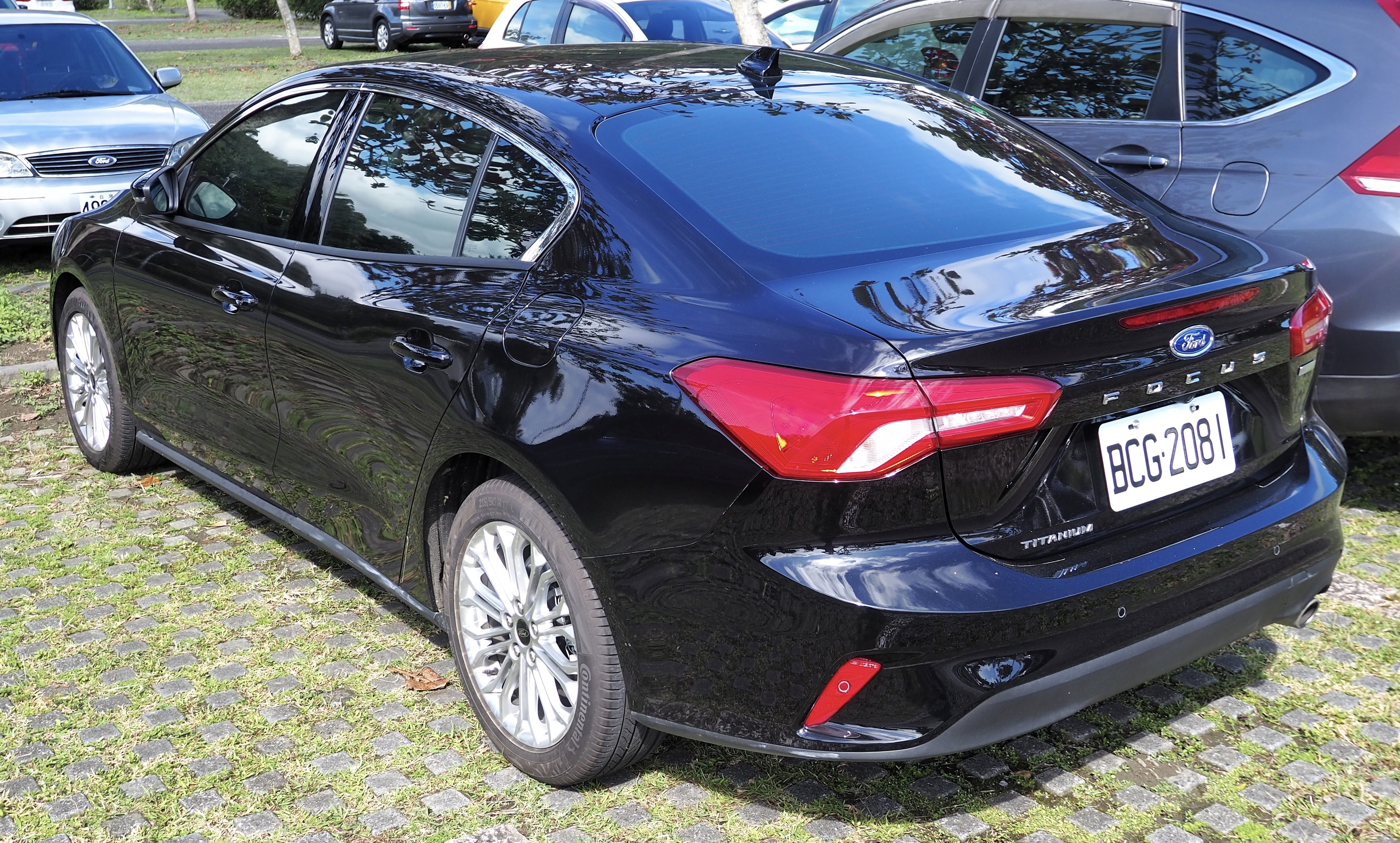
Ford Focus de 2018 (Taïwan)

## Modèles

### ST-Line
Le niveau de finition ST-Line est une version au style agressif de la Focus. Elle comprend l'ajout de roues de 18 pouces avec une finition foncée, kit carrosserie sport, grand diffuseur, becquet de toit fonctionnel, éléments inférieurs sur les ailes et deux sorties d'échappement polies. Elle est également équipée d'une suspension sport qui est réglée pour atteindre un équilibre entre maniabilité dynamique et confort.

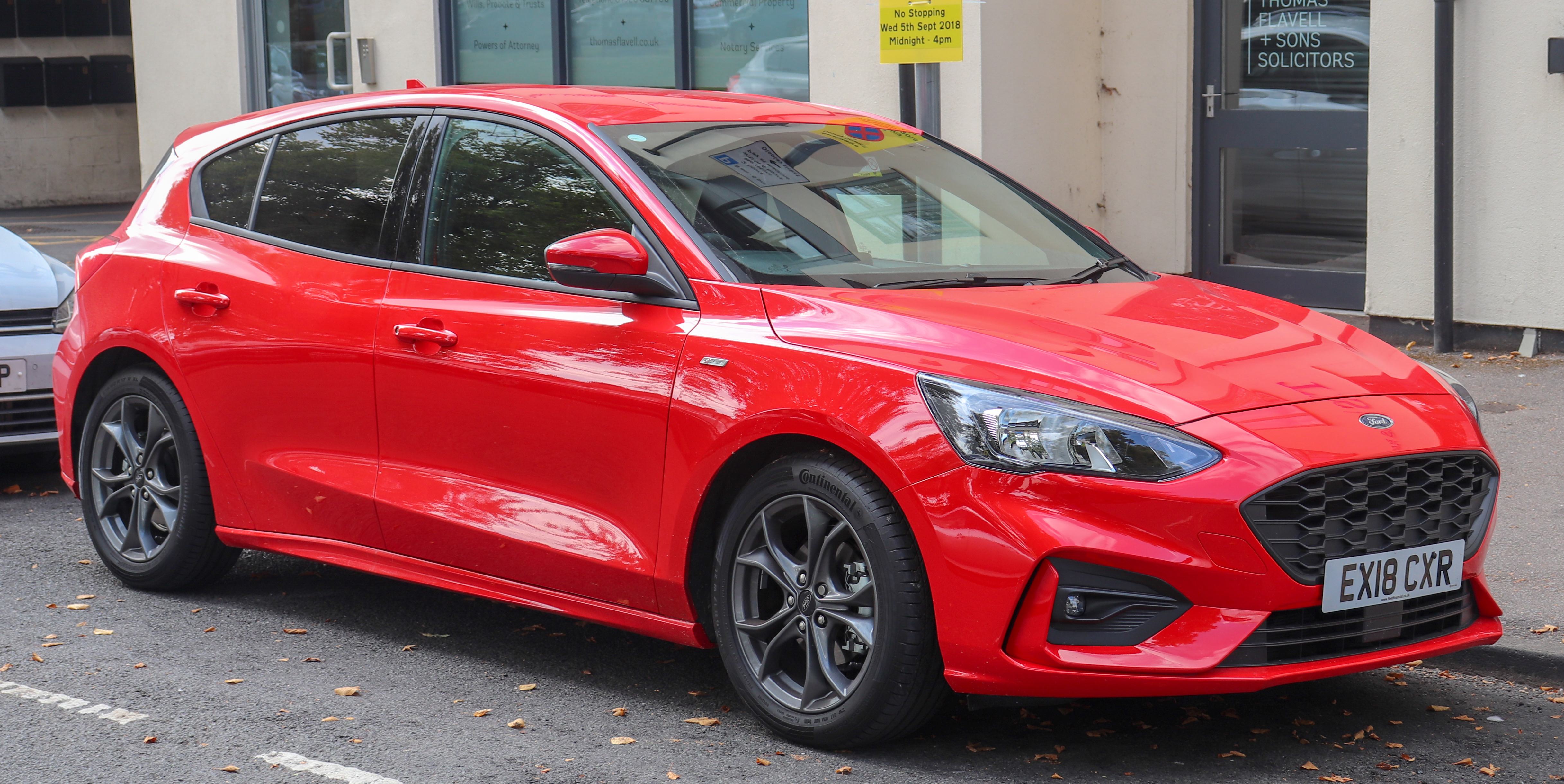
Ford Focus ST-Line de 2018 (Royaume-Uni)
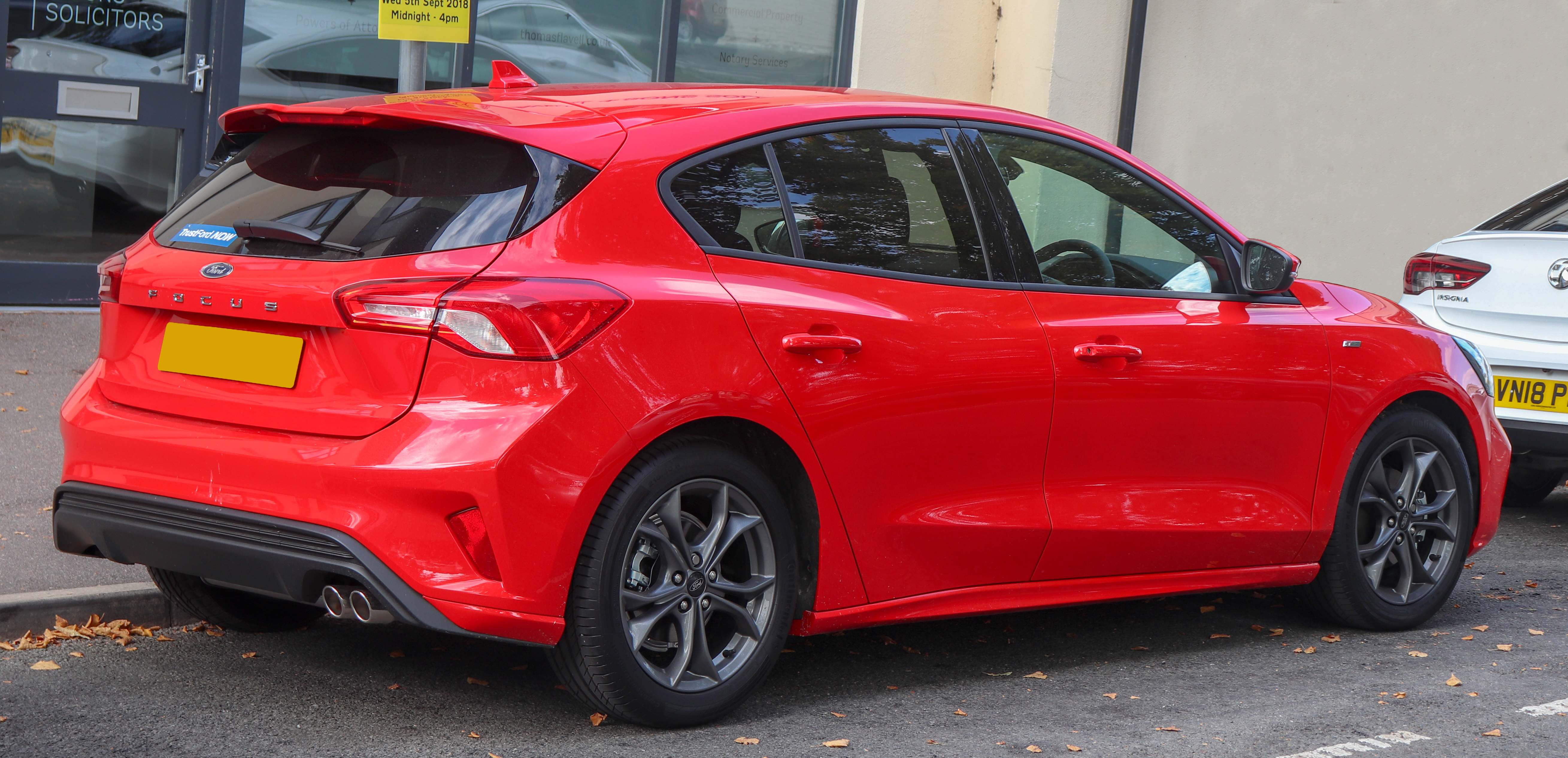
Ford Focus ST-Line de 2018 (Royaume-Uni)
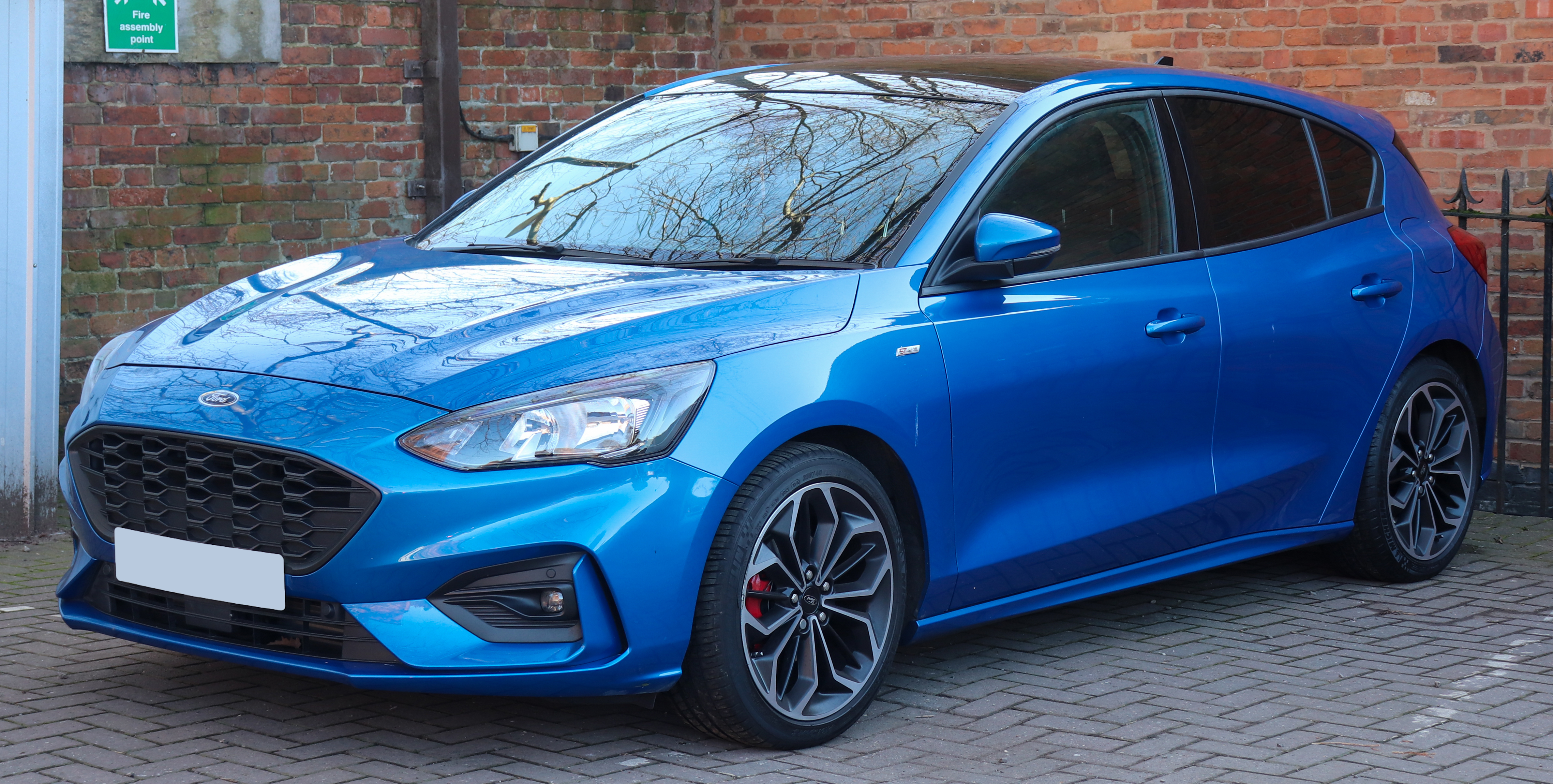
Ford Focus ST-Line X de 2018 (Royaume-Uni)
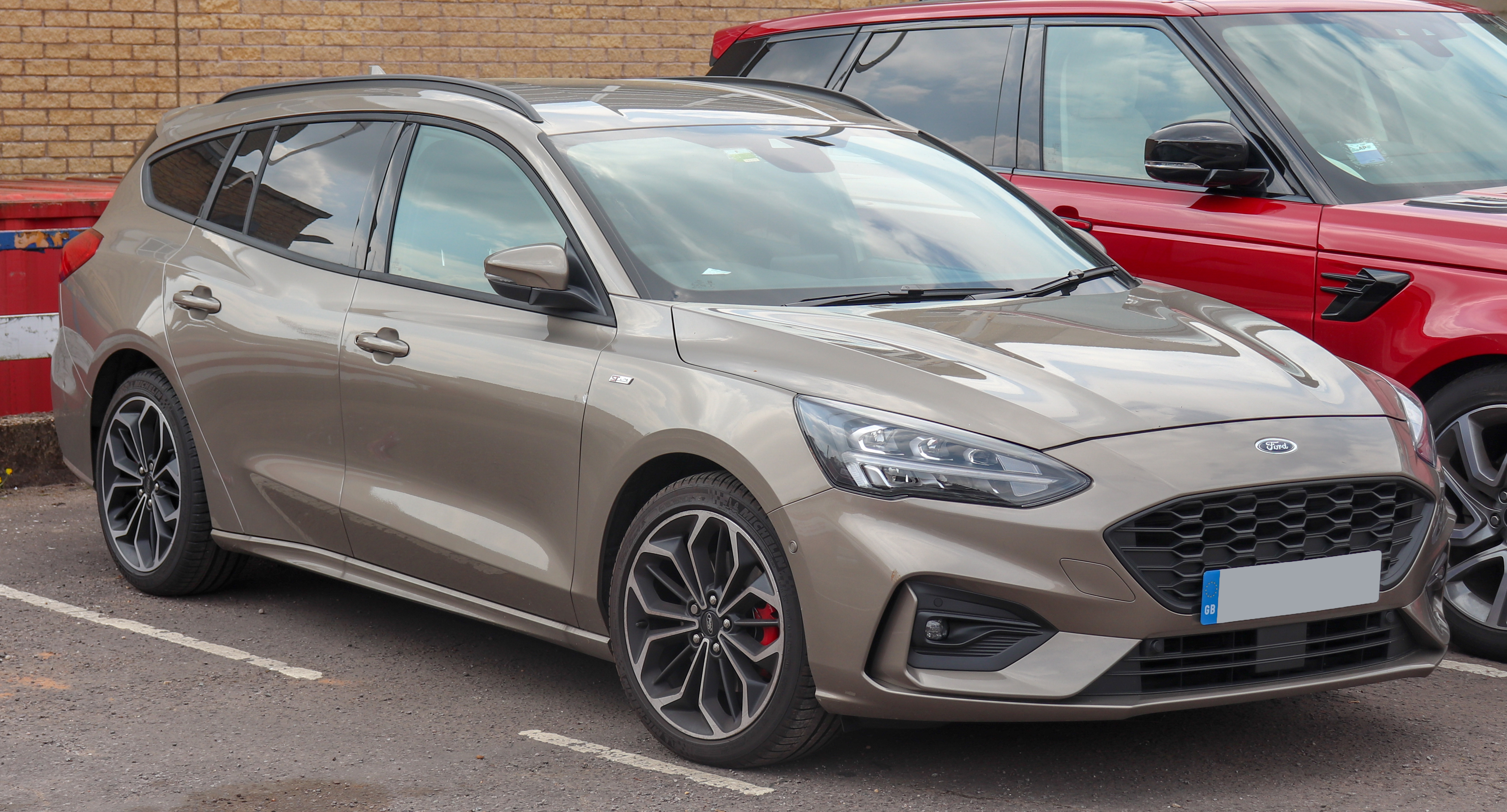
Ford Focus ST-Line X break de 2019 (Royaume-Uni)
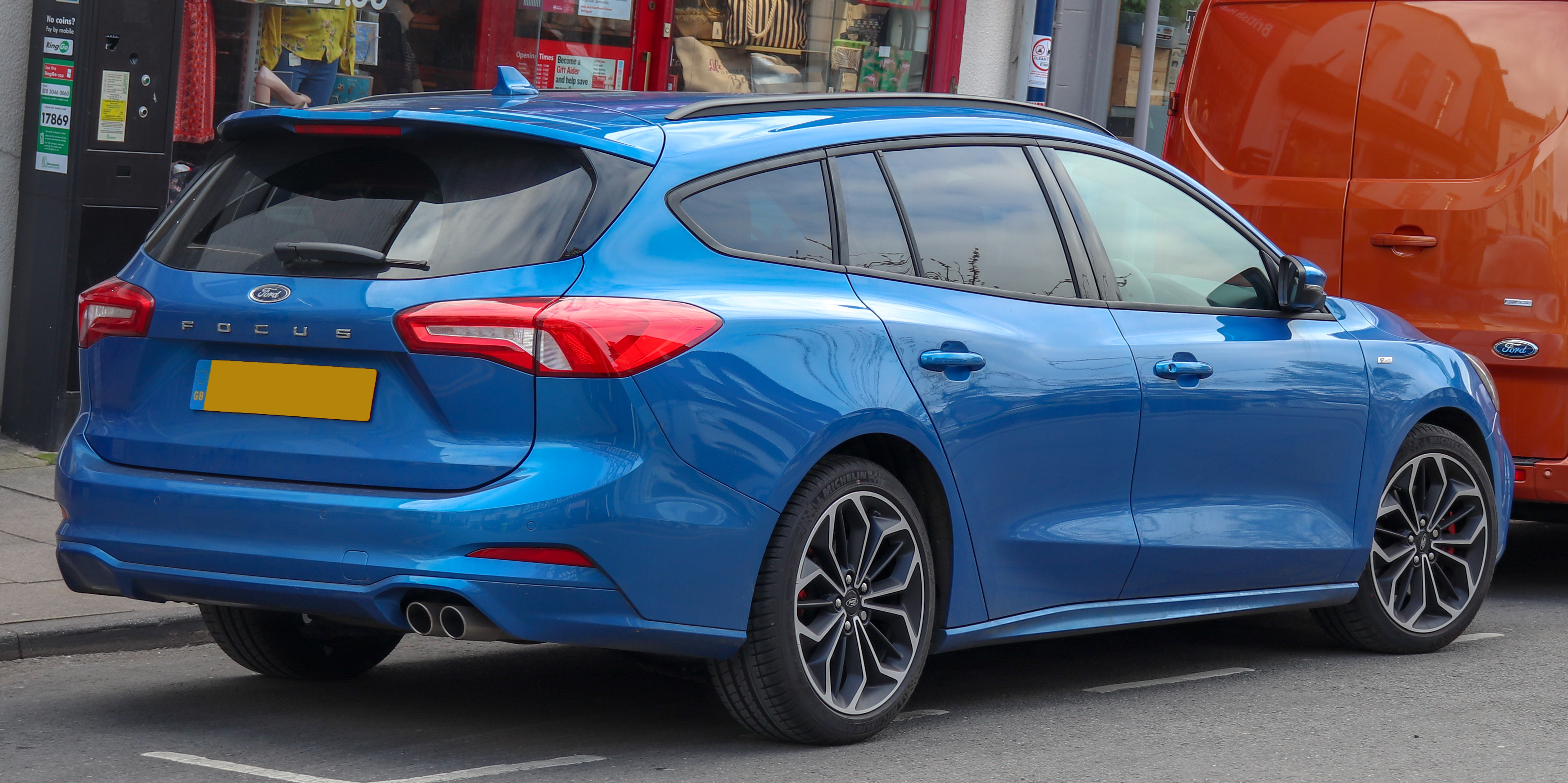
Ford Focus ST-Line X break de 2018 (Royaume-Uni)

### Vignale
Le niveau de finition Vignale est une version de luxe de la Focus. Elle offre des équipements supplémentaires et des changements de style. Elle comprend des éléments en aluminium satiné ainsi qu'une calandre de style maillage unique à la Vignale. Les autres caractéristiques comprennent des roues plus grandes de 18 pouces, phares à LED, affichage tête haute pour la navigation et d'autres fonctions et aide au stationnement active. Il y a aussi une surpiqûre contrastée sur le tableau de bord, garniture tout en cuir avec badge Vignale, un système sonore B&O et éclairage d'ambiance multicolore.

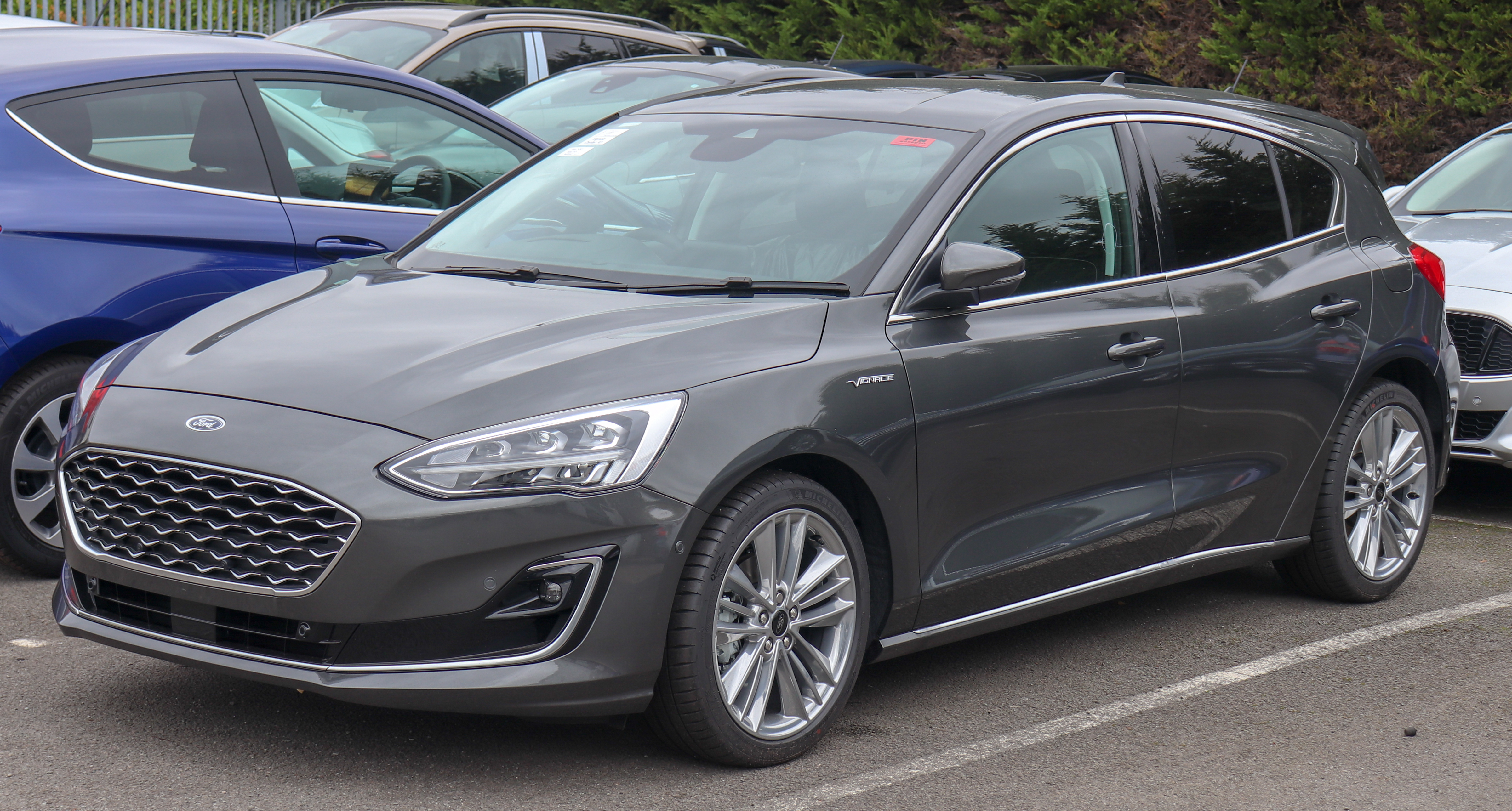
Ford Focus Vignale berline à hayon de 2018 (Royaume-Uni)
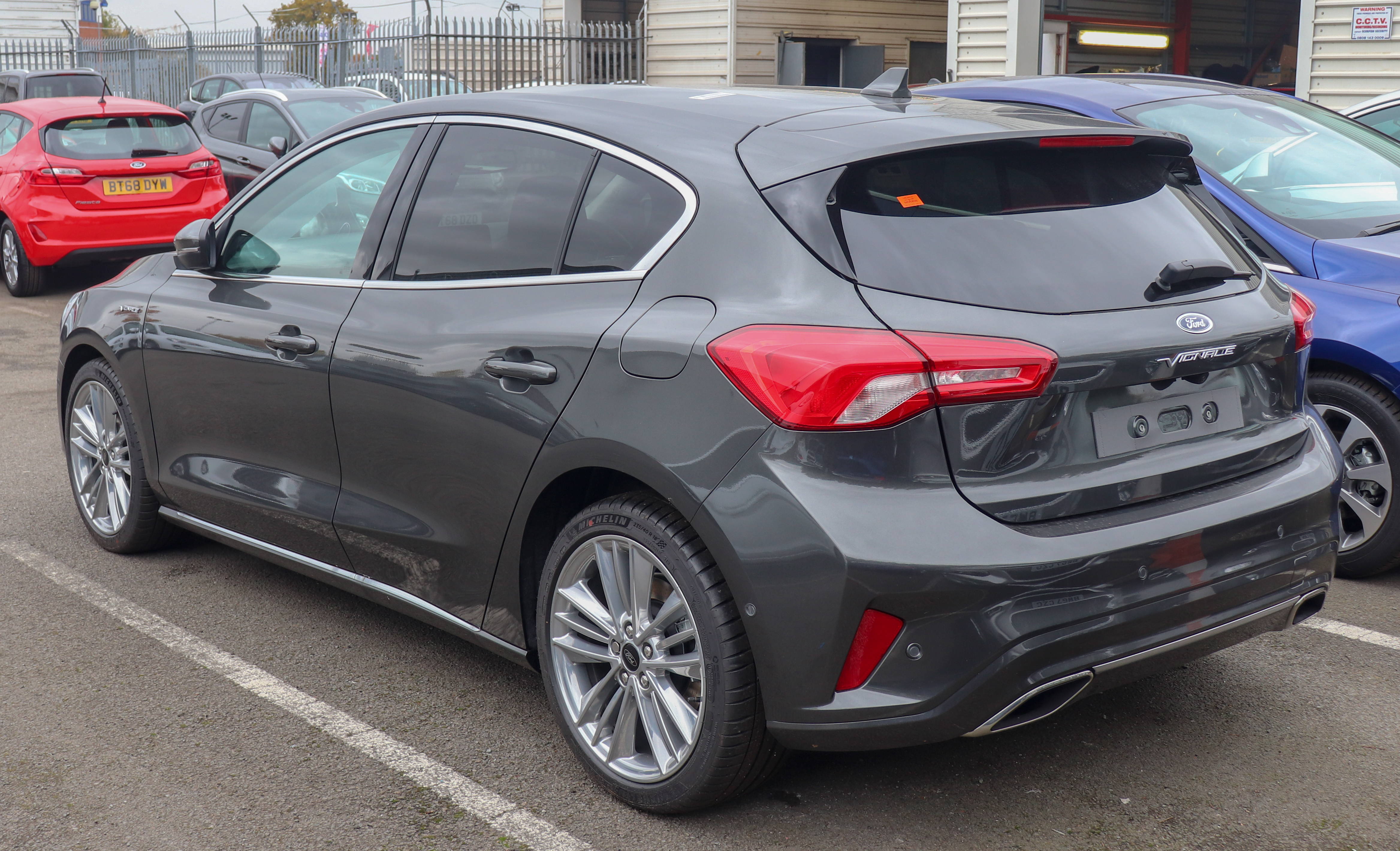
Ford Focus Vignale berline à hayon de 2018 (Royaume-Uni)
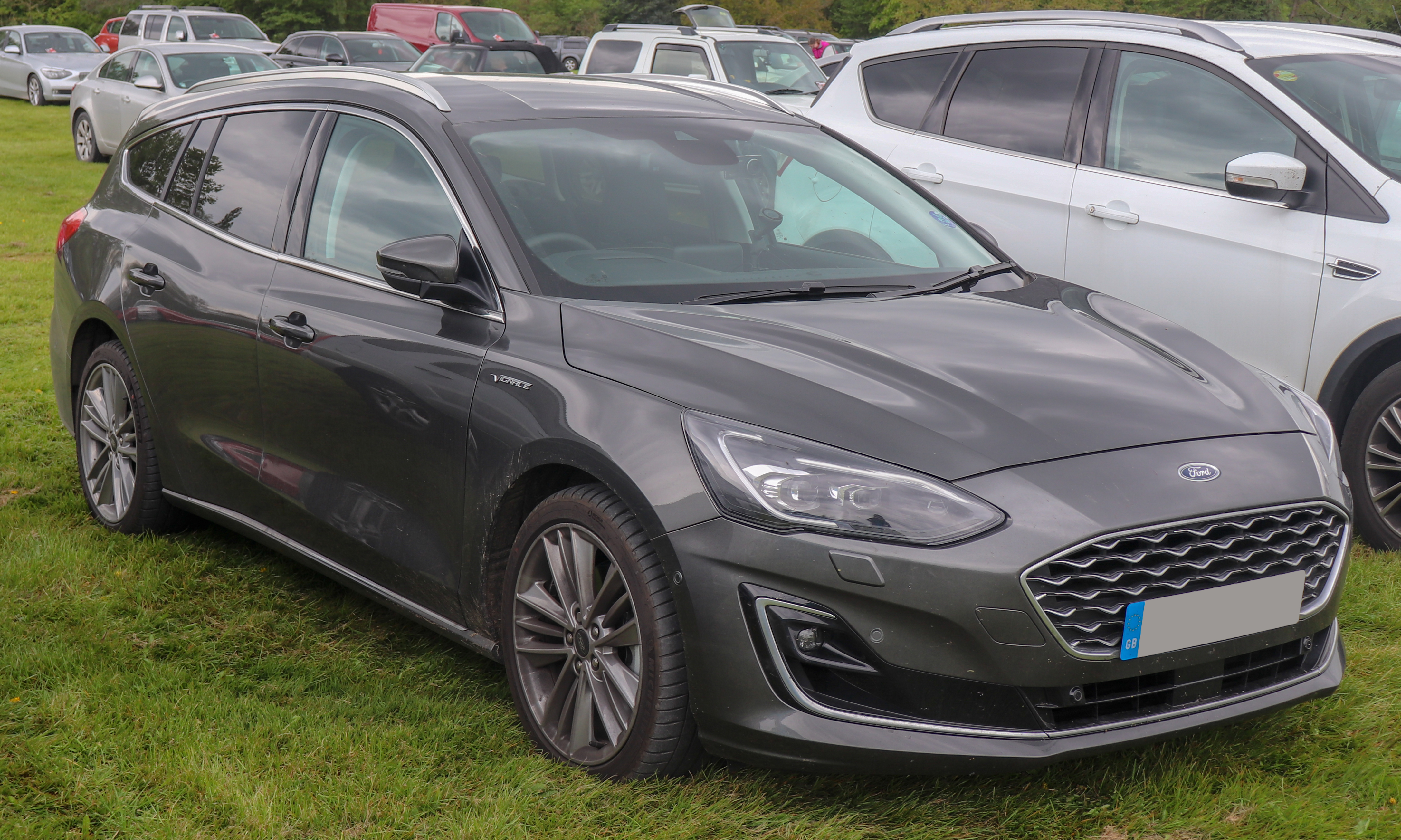
Ford Focus Vignale break de 2019 (Royaume-Uni)
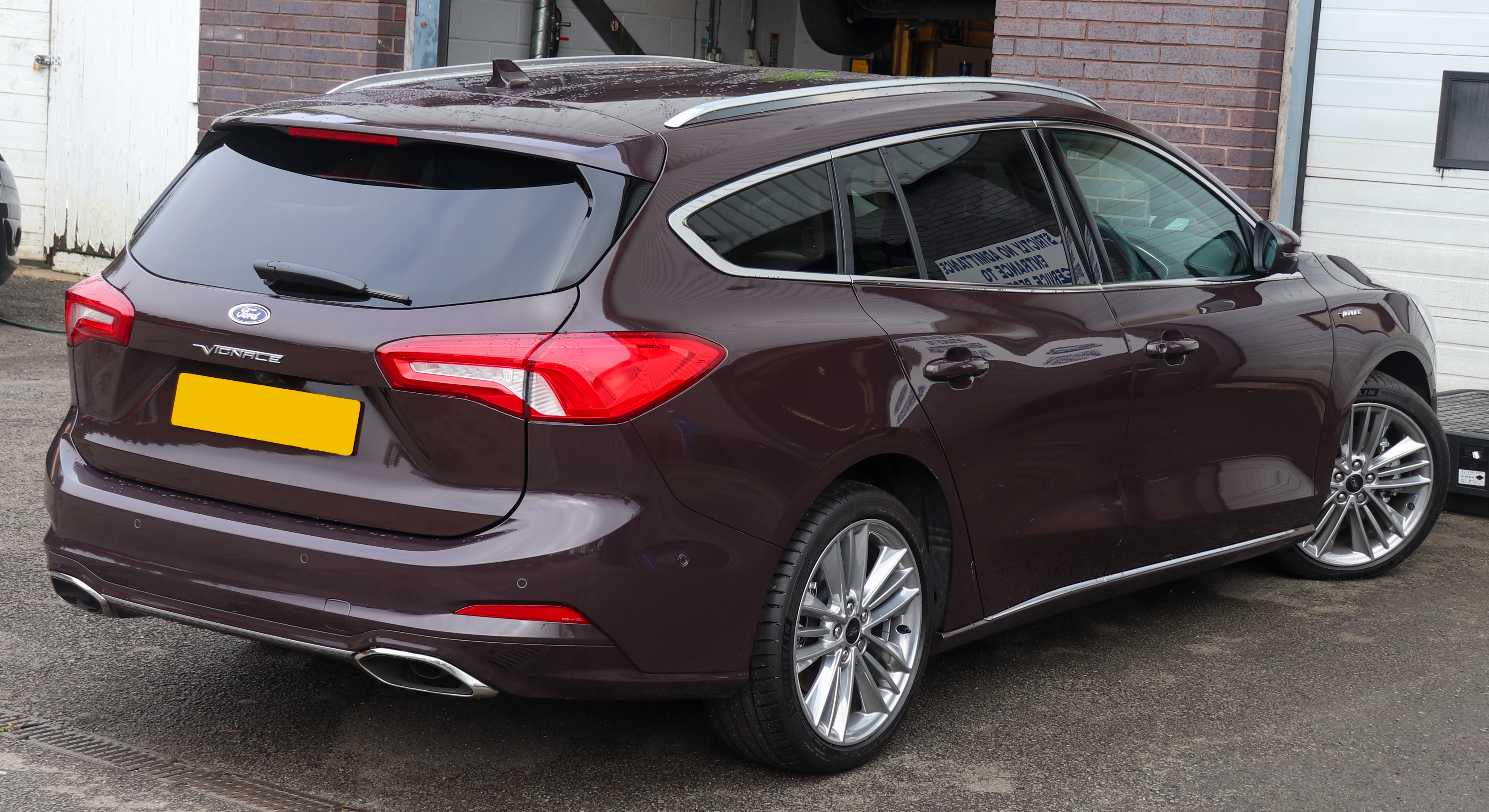
Ford Focus Vignale break de 2019 (Royaume-Uni)

### Active
Le niveau de finition Active est une version de style crossover de la Focus. Pour donner un style robuste à la voiture, elle présente un style avant unique, accessoires de style tout-terrain tels que des passages de roue et des revêtements de bas de caisse avec protections noirs et plaques de protection avant/arrière. La garde au sol est également augmentée de 30 mm (1,2 in). Ce modèle est disponible dans les styles de carrosserie berline à hayon et break.

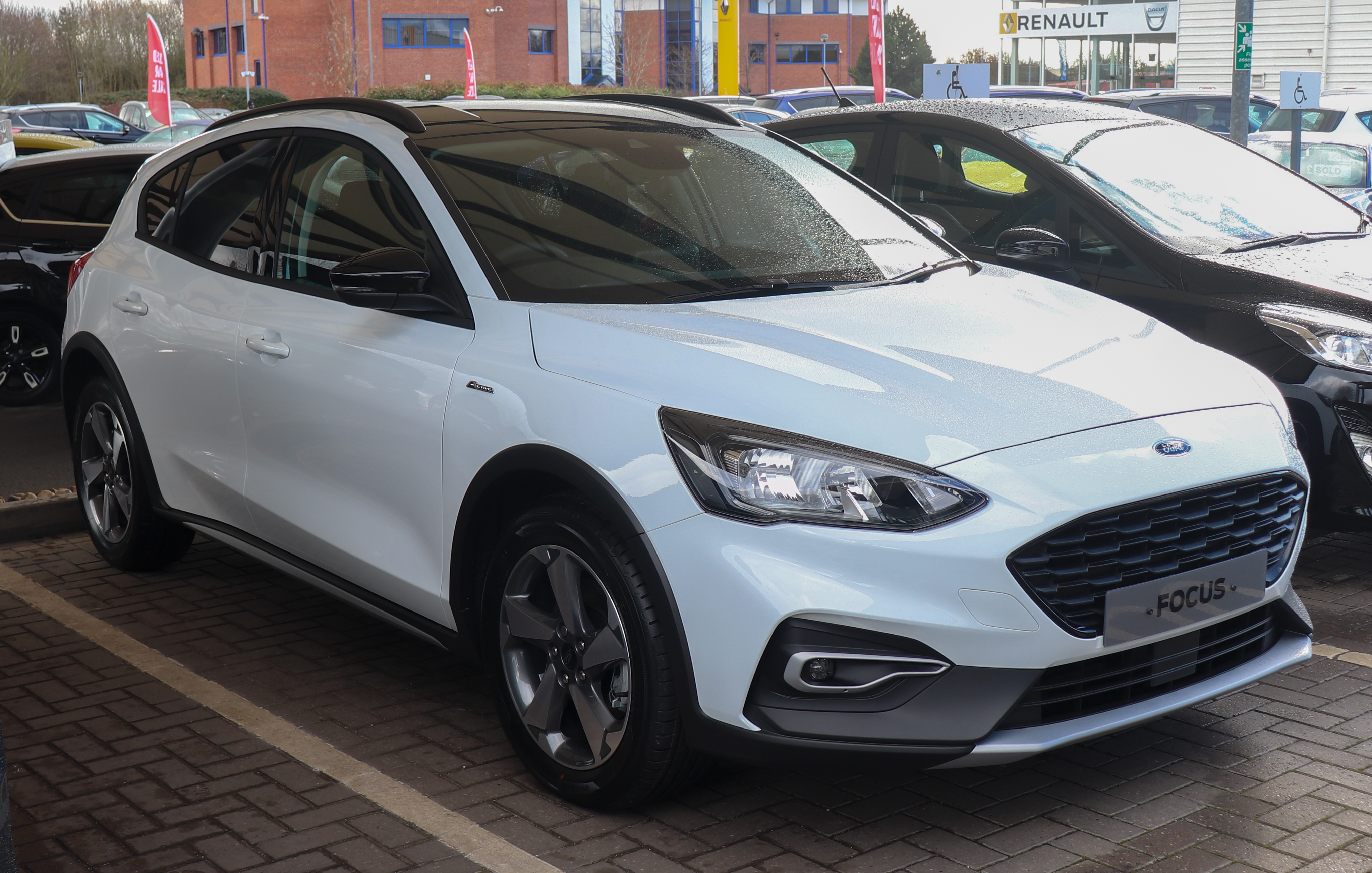
Ford Focus Active berline à hayon de 2019 (Royaume-Uni)
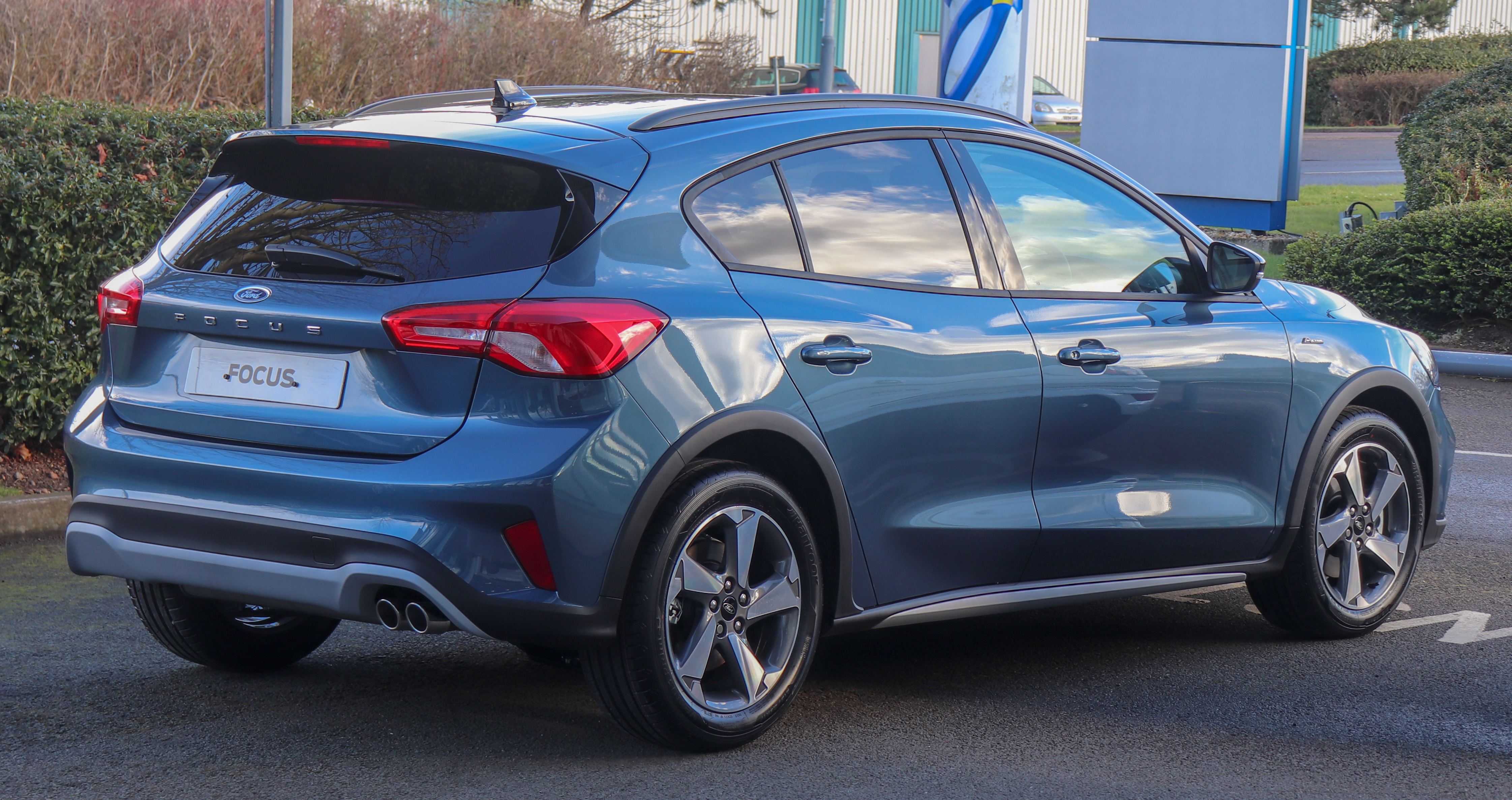
Ford Focus Active berline à hayon de 2019 (Royaume-Uni)
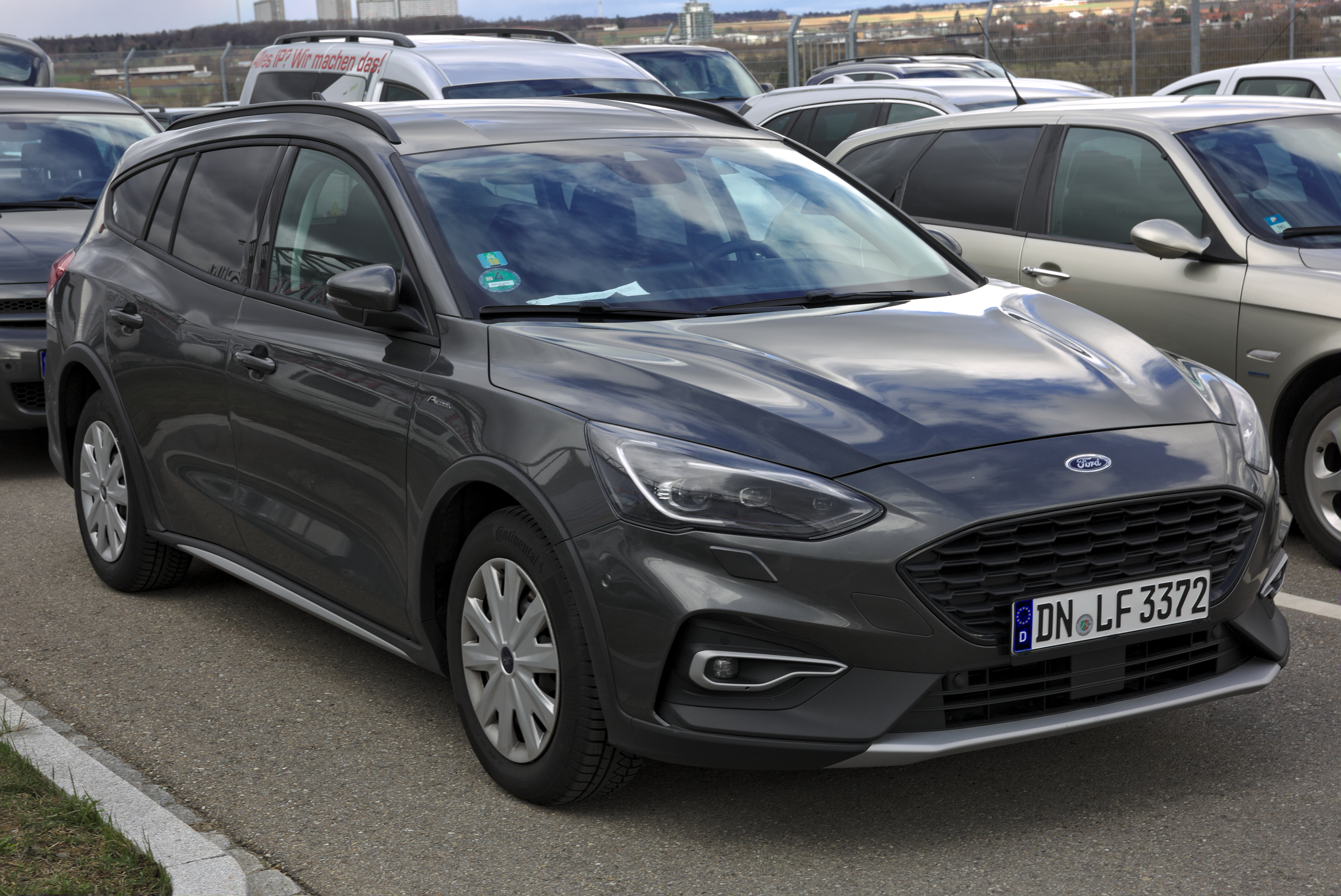
Ford Focus Active break de 2020 (Allemagne)
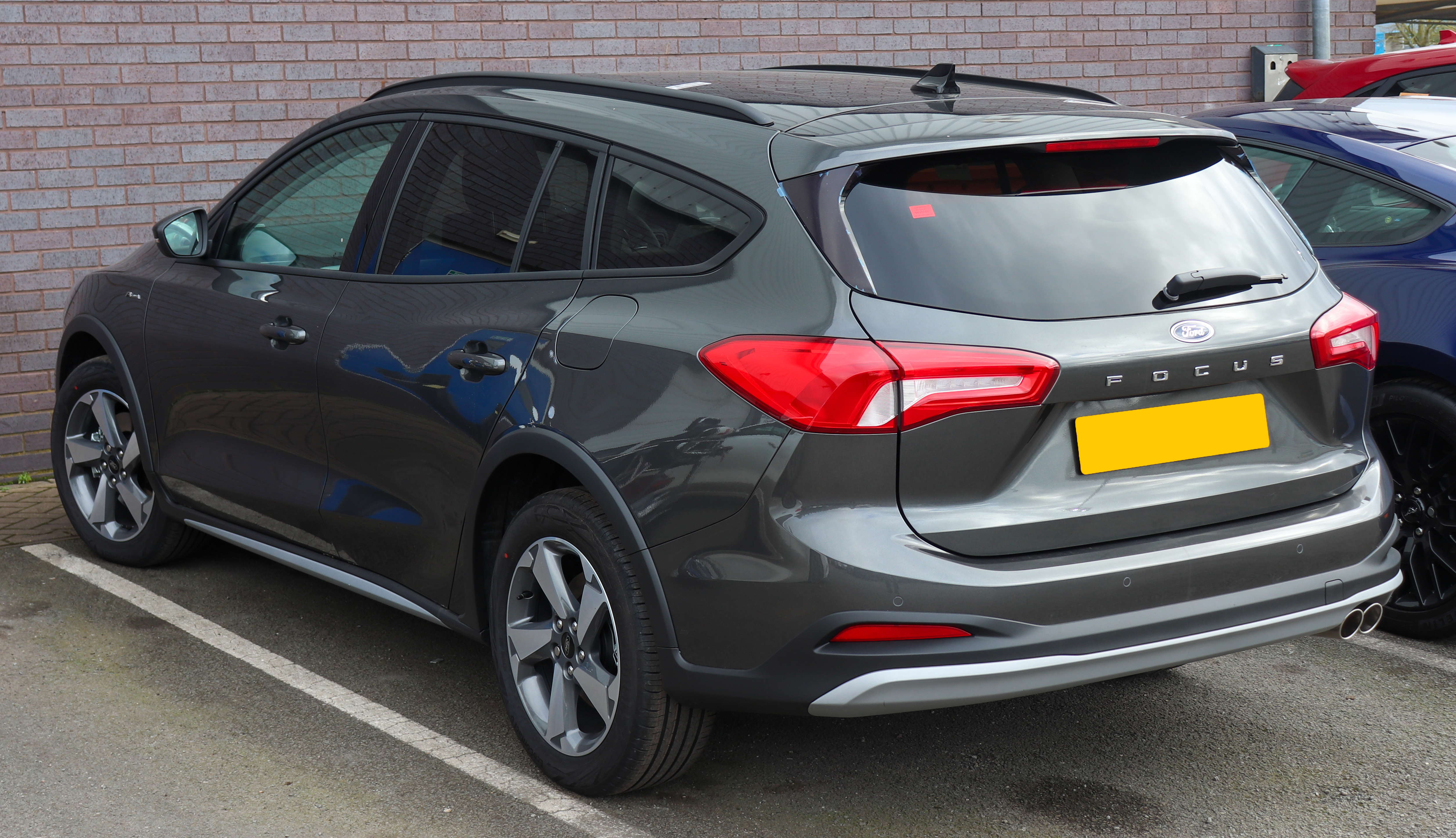
Ford Focus Active break de 2020 (Royaume-Uni)
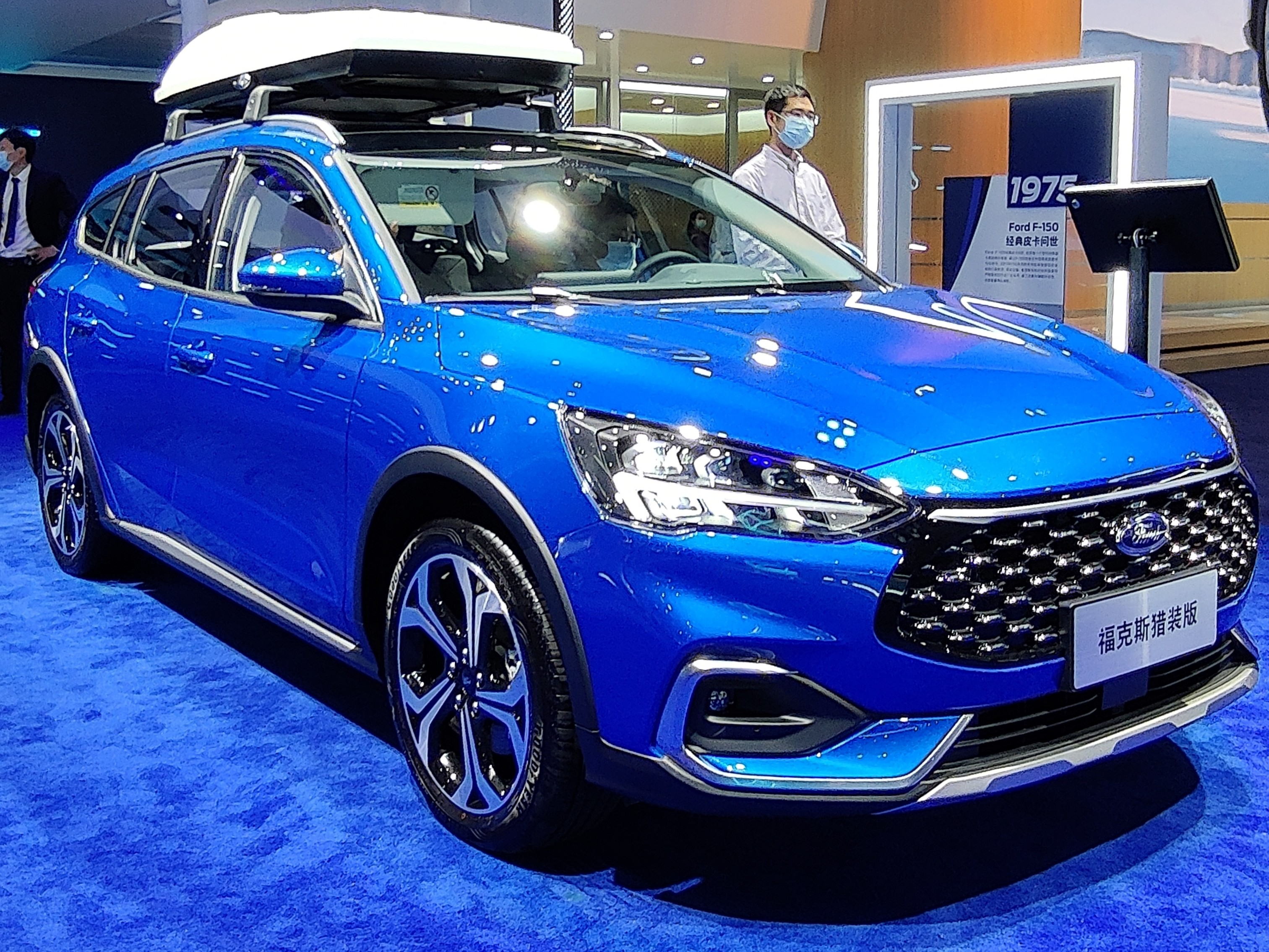
Ford Focus break de 2021 (Chine)

### Focus ST
En février 2019, Ford a annoncé la quatrième génération de Focus ST pour le marché européen. Elle a été lancée mi-2019.
La Focus ST est proposée avec, au choix, un moteur essence turbocompressé EcoBoost de 2,3 litres d'une puissance de 280 ch (276 ch ; 206 kW) ou un moteur diesel EcoBlue de 2,0 litres d'une puissance de 190 ch. En standard, tous les modèles sont équipés d'une transmission manuelle à six vitesses, mais une nouvelle transmission automatique à sept vitesses et optimisée pour les performances (qui comprend des palettes de changement de vitesse montées sur le volant) sera également disponible en option dans un proche avenir.
À l'extérieur, la Focus ST présente une calandre révisée, jantes en alliage uniques de 18 ou 19 pouces, aileron arrière plus grand et sorties d'échappement à double sortie. Les changements intérieurs incluent des sièges avant Recaro, pommeau de levier de vitesse, pédales et plaques de seuil en aluminium et éléments décoratifs avec surpiqûres grises.
La variante EcoBoost de la nouvelle Focus ST est le premier modèle Ford à traction avant doté d'un différentiel à glissement limité électronique (DGLe). Un système anti-lag est également mis en œuvre pour faciliter la livraison de puissance.
Comme pour la Fiesta ST, une finition optionnelle "Performance" est disponible. La finition comprend le Launch Control et la correspondance des régimes pour la variante EcoBoost avec transmission manuelle, mode de conduite « Piste de course » et étriers de frein peints en rouge.

## Mise à jour de 2020
En juin 2020, la Focus de l'Europe a reçu une mise à jour qui comprend l'ajout d'un nouveau groupe motopropulseur électrifié et quelques modifications mineures à la liste des équipements. Un groupe motopropulseur hybride léger, appelé le moteur EcoBoost Hybrid, a été introduit, c'est une version hybride léger du moteur trois cylindres turbocompressé de 1,0 litre de Ford avec 125 PS (123 ch; 92 kW) et 155 PS (153 ch; 114 kW), tous deux avec une transmission manuelle à 6 vitesses. Avec le moteur EcoBoost Hybrid, l'alternateur standard est remplacé par un démarreur-alternateur intégré entraîné par courroie (DAIEC), permettant une récupération d'énergie pendant le freinage et en roue libre pour charger une batterie lithium-ion de 48 volts située sous le siège passager avant.
Ford a également introduit un tableau de bord numérique de 12,3 pouces configurable. La nouvelle variante Connected est livrée en standard avec un chargeur sans fil, un système d'infodivertissement SYNC 3 avec navigation, régulateur de vitesse adaptatif, capteurs de stationnement avant et arrière et une caméra de recul.
Pendant ce temps, la ST-Line et l'Active gagnent une climatisation à deux zones, rétroviseur à atténuation automatique, essuie-glaces à capteur de pluie et entrée sans clé de série. Les modèles ST-Line X sont livrés avec un becquet de toit plus grand et l'Active X reçoit un toit ouvrant noir.

## Commercialisation
En avril 2018, Ford a annoncé que tous les véhicules de tourisme, à l'exception de la Mustang, seraient abandonnés sur le marché nord-américain, afin de se concentrer sur les pick-ups et les SUV. La Focus Active était censée être la seule version du modèle disponible sur le marché, mais Ford a annulé ces plans en août 2018 en raison des tarifs imposés par le gouvernement américain sur les exportations en provenance de Chine, car le modèle est fabriqué dans ce pays.
Ford a également annulé son projet de fabriquer la Focus de quatrième génération en Thaïlande, en raison de la faible demande pour la Focus de la génération précédente, et un changement de stratégie a conduit Ford à arrêter les ventes et la production de voitures particulières dans ce pays.
Ford a limité les ventes de la Focus de quatrième génération sous sa forme de berline 4 portes en Estonie, Lettonie, Lituanie, Serbie, Monténégro, Macédoine du Nord, Albanie, Bulgarie, Roumanie, Moldavie, Turquie, Chypre ainsi que de nombreux pays asiatiques et africains. Ford ne vend plus la Focus en Russie, Biélorussie, Kazakhstan et Israël en raison d'une réorganisation plus large de leur branche européenne.
En avril 2020, Ford a confirmé qu'aucun modèle de Focus RS de quatrième génération n'était prévu en raison des normes d'émissions paneuropéennes et des coûts de développement élevés.

### Australie
La Ford Focus sud-africaine a été lancée en novembre 2018 en Australie avec les modèles Trend et ST-Line disponibles dès le lancement. Les modèles Ambiente, Active et Titanium étaient disponibles à la mi-2019. Le lancement de la Focus ST est prévu pour 2020.
Les moteurs disponibles sont le trois cylindres EcoBoost de 1,5 litre avec 134 kW (182 PS; 180 ch) et 240 N⋅m, et un quatre cylindres EcoBoost de 2,3 litres avec 206 kW (280 PS; 276 ch) et 420 N⋅m. Les transmissions comprennent une transmission automatique 8F24 à 8 vitesses de série avec le moteur EcoBoost de 1,5 L, une transmission manuelle à 6 vitesses de série sur la ST, avec une transmission automatique à 7 vitesses en option sans frais. Une boîte automatique à 6 vitesses était auparavant proposée sur les modèles Ambiente.
La Focus a reçu 5 étoiles sur un total de 5 étoiles de la cote de sécurité ANCAP.
En juin 2020, la gamme Focus d'Australie a été uniquement réduite à la ST-Line berline à hayon (modèles non Performance) et l'Active.

## Groupe motopropulseur
| Modèle                              | Type                                                         | Puissance              | Couple           | Années           |
| Moteurs essence,                    | Moteurs essence,                                             | Moteurs essence,       | Moteurs essence, | Moteurs essence, |
| ----------------------------------- | ------------------------------------------------------------ | ---------------------- | ---------------- | ---------------- |
| EcoBoost de 1,0 L et 85 PS          | Trois cylindres en ligne suralimenté de 998 cm3              | 85 PS (63 kW; 84ch)    | 170 N⋅m          | 2018–aujourd'hui |
| EcoBoost de 1,0 L et 100 PS         | Trois cylindres en ligne suralimenté de 998 cm3              | 100 PS (74 kW; 99ch)   | 170 N⋅m          | 2018–aujourd'hui |
| EcoBoost de 1,0 L et 125 PS         | Trois cylindres en ligne suralimenté de 998 cm3              | 125 PS (92 kW; 123ch)  | 170 N⋅m          | 2018–aujourd'hui |
| Dragon de 1,5 L et 123 PS           | Trois cylindres en ligne à aspiration naturelle de 1 497 cm3 | 123 PS (90 kW; 121ch)  | 150 N⋅m          | 2018–aujourd'hui |
| EcoBoost de 1,5 L et 150 PS         | Trois cylindres en ligne suralimenté de 1 497 cm3            | 150 PS (110 kW; 148ch) | 240 N⋅m          | 2018–aujourd'hui |
| EcoBoost de 1,5 L et 182 PS         | Trois cylindres en ligne suralimenté de 1 497 cm3            | 182 PS (134 kW; 180ch) | 240 N⋅m          | 2018–aujourd'hui |
| EcoBoost de 2,3 L et 280 PS         | Quatre cylindres en ligne suralimenté de 2 261 cm3           | 280 PS (206 kW; 276ch) | 420 N⋅m          | 2019–aujourd'hui |
| Moteurs essence et hybrides légers, |                                                              |                        |                  |                  |
| EcoBoost Hybrid de 1,0 L et 125 PS  | Trois cylindres en ligne suralimenté de 998 cm3              | 125 PS (92 kW; 123ch)  | 210 N⋅m          | 2020–aujourd'hui |
| EcoBoost Hybrid de 1,0 L et 155 PS  | Trois cylindres en ligne suralimenté de 998 cm3              | 155 PS (114 kW; 153ch) | 240 N⋅m          | 2020–aujourd'hui |
| Moteurs diesel,                     |                                                              |                        |                  |                  |
| EcoBlue de 1,5 L et 95 PS           | Quatre cylindres en ligne suralimenté de 1 498 cm3           | 95 PS (70 kW; 94ch)    | 300 N⋅m          | 2018–aujourd'hui |
| EcoBlue de 1,5 L et 120 PS          | Quatre cylindres en ligne suralimenté de 1 498 cm3           | 120 PS (88 kW; 118ch)  | 300 N⋅m          | 2018–aujourd'hui |
| EcoBlue de 2,0 L et 150 PS          | Quatre cylindres en ligne suralimenté de 1 995 cm3           | 150 PS (110 kW; 148ch) | 370 N⋅m          | 2018–aujourd'hui |
| EcoBlue de 2,0 L et 190 PS          | Quatre cylindres en ligne suralimenté de 1 995 cm3           | 190 PS (140 kW; 187ch) | 400 N⋅m          | 2019–aujourd'hui |

## Sécurité
La Focus de quatrième génération est dotée de la technologie Ford Co-Pilot360 qui est censée améliorer la sécurité, la conduite et le stationnement. Elle comprend un régulateur de vitesse adaptatif avec Stop & Go, reconnaissance des panneaux de vitesse et centrage de voie qui fonctionne à des vitesses allant jusqu'à 200 km/h (124 mph).
Parmi les autres caractéristiques de sécurité, citons le système d'éclairage avant adaptatif avec éclairage de virage prédictif et éclairage basé sur les panneaux, aide au stationnement active 2, aide à la sortie de stationnement, assistance de pré-collision avec détection des piétons et des cyclistes, assistance de direction évasive, système d'information des angles morts avec alerte de trafic transversal, caméra arrière avec grand angle, alerte de sens interdit, MyKey de Ford et freinage post-collision.